# Fikcyjny reportaż o rosyjskiej interwencji w Gruzji
Fikcyjny reportaż o rosyjskiej interwencji w Gruzji – dwudziestominutowy materiał nadany przez prywatną gruzińską telewizję Imedi w dniu 13 marca 2010. Reportaż wywołał panikę wśród mieszkańców Gruzji, ponieważ kilkanaście miesięcy wcześniej Gruzja stoczyła pięciodniową wojnę z Rosją, zakończoną porażką.

## Relacja
Przeprowadzono udany zamach na prezydenta Osetii Południowej Edouarda Kokojty. Następnie Rosja zażądała dymisji prezydenta Gruzji Micheila Saakaszwili jako „wspierającego terroryzm”. Gruzja zarządziła ewakuację swoich władz, w trakcie której zginął Saakaszwili. Rosjanie zbombardowali miasto Cchinwali oraz lotniska i porty, po czym wkroczyli na teren Gruzji. Opozycja z Nino Burdżanadze na czele przejęła władzę w kraju.

## Reakcje
Przewodniczący Komisji Europejskiej José Manuel Barroso wezwał rząd Gruzji, aby nie podsycał napięć w regionie. Premier Gruzji Nika Gilauri oświadczył, że sprawa zostanie zbadana przez niezależną komisję ds. telekomunikacji. Rosyjskie MSZ zarzuciło gruzińskim władzom „paranoję”, a dziennikarzom telewizji Imedi „brak odpowiedzialności”.
16 marca 2010 tygodnik „Time” umieścił fikcyjny reportaż na szczycie listy 10 najbardziej szokujących mistyfikacji w historii.